# Fibratus
Fibratus is het tweede deel in de naam van wolkensoorten, die worden gebruikt als onderdeel van een internationaal systeem om wolken te classificeren naar eigenschap volgens de internationale wolkenclassificatie. Fibratus betekent draadvormig of vezelig. Als afkorting heeft fibratus fib. Er bestaan 2 wolkensoorten die fibratus als tweede deel van hun naam hebben:
- Cirrostratus fibratus (Cs fib)
- Cirrus fibratus (Ci fib)

Fibratuswolken hebben een draderig, vezelig uiterlijk met strakke of gelijkmatige bochten en geen afzonderlijke haken.